# Derancistrus elegans
Derancistrus elegans är en skalbaggsart som först beskrevs av Palisot de Beauvois 1805.  Derancistrus elegans ingår i släktet Derancistrus och familjen långhorningar.
Artens utbredningsområde är Haiti. Inga underarter finns listade i Catalogue of Life.